# Club Siglo XXI

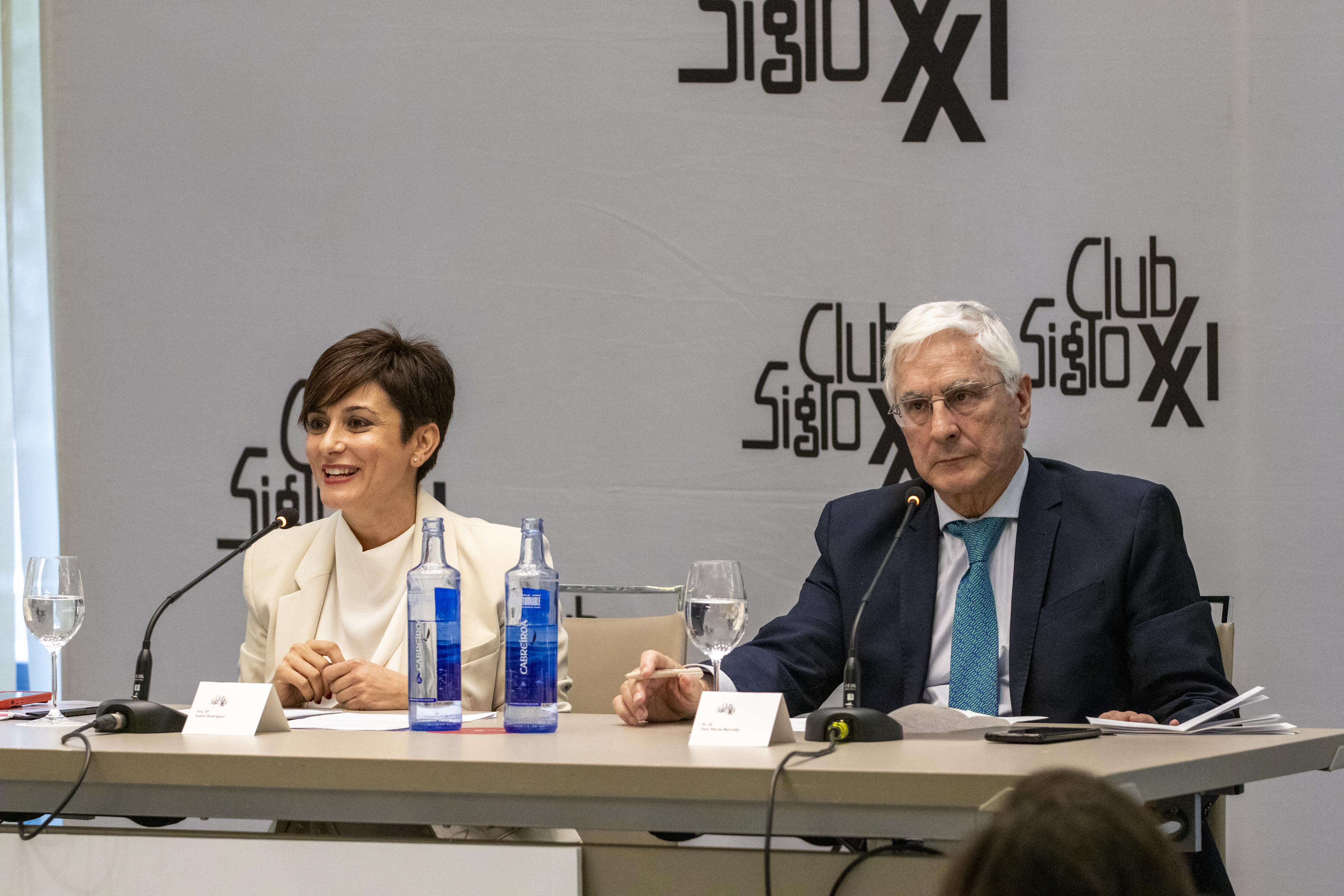
Coloquio del Club Siglo XXI protagonizado por Isabel Rodríguez García, ministra de Vivienda y Agenda Urbana. 2023

El Club Siglo XXI es una asociación civil española conocida por organizar debates, conferencias, foros y almuerzos o cenas-coloquio sobre la vida cultural, política y social de España.
Fue constituida en Madrid en 1969.
En los años 70 tuvo una gran importancia en la transición española como supuso el que Manuel Fraga ministro de la dictadura de Franco presentara en 1977 una conferencia de Santiago Carrillo secretario general del partido comunista.
En su tribuna han intervenido 7 premios nobel, 4 presidentes de España y 6 presidentes de otros países.

## Presidentes
El Club Siglo XXI ha tenido los siguientes presidentes:
- Antonio Guerrero Burgos, presidente fundador.
- Paloma Segrelles, presidenta de honor.
- Adrián Piera
- Luis Gámir (1987-1991)[4]
- Luis González Seara (1992-1994)[5]
- Juan Antonio Ortega y Díaz Ambrona[6]
- Miguel Rodríguez-Piñero
- Eduardo Zaplana
- Gerardo Seeliger
- Inocencio Arias
- Nicolás Redondo Terreros
- José María Barreda Fontes